# Pierre Ferlin
Pierre Ferlin war ein französischer Ruderer.

## Biografie
Pierre Ferlin startete bei den Olympischen Sommerspielen 1900 in Paris in der Einer-Regatta. Dort schied er als Vierter seines Halbfinallaufs aus. In der Zweier-mit-Steuermann-Regatta wurde er Vierter.